# Erianthemum viticola
Erianthemum viticola är en tvåhjärtbladig växtart som beskrevs av Simone Balle och D. Wiens & R.M. Polhill. Erianthemum viticola ingår i släktet Erianthemum och familjen Loranthaceae. Inga underarter finns listade i Catalogue of Life.